# Лос-Пінтанос
Лос-Пінтанос (ісп. Los Pintanos) — муніципалітет в Іспанії, у складі автономної спільноти Арагон, у провінції Сарагоса. Населення — 38 осіб (2010).
Муніципалітет розташований на відстані близько 320 км на північний схід від Мадрида, 100 км на північ від Сарагоси.
На території муніципалітету розташовані такі населені пункти: (дані про населення за 2010 рік)
- Пінтано: 19 осіб
- Ундуес-Пінтано: 19 осіб

## Демографія
Динаміка населення (INE ):

## Галерея зображень

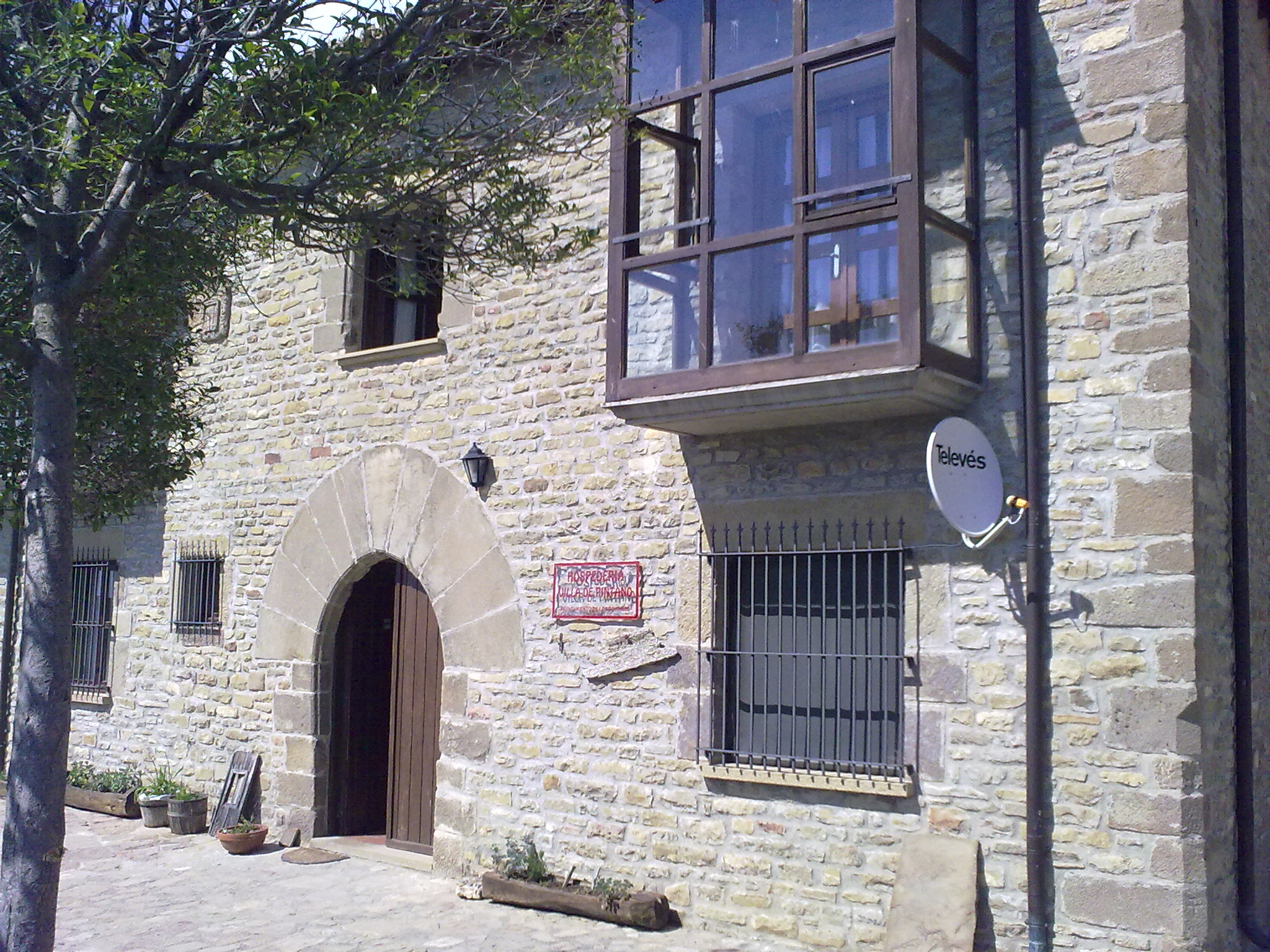
Муніципальна рада
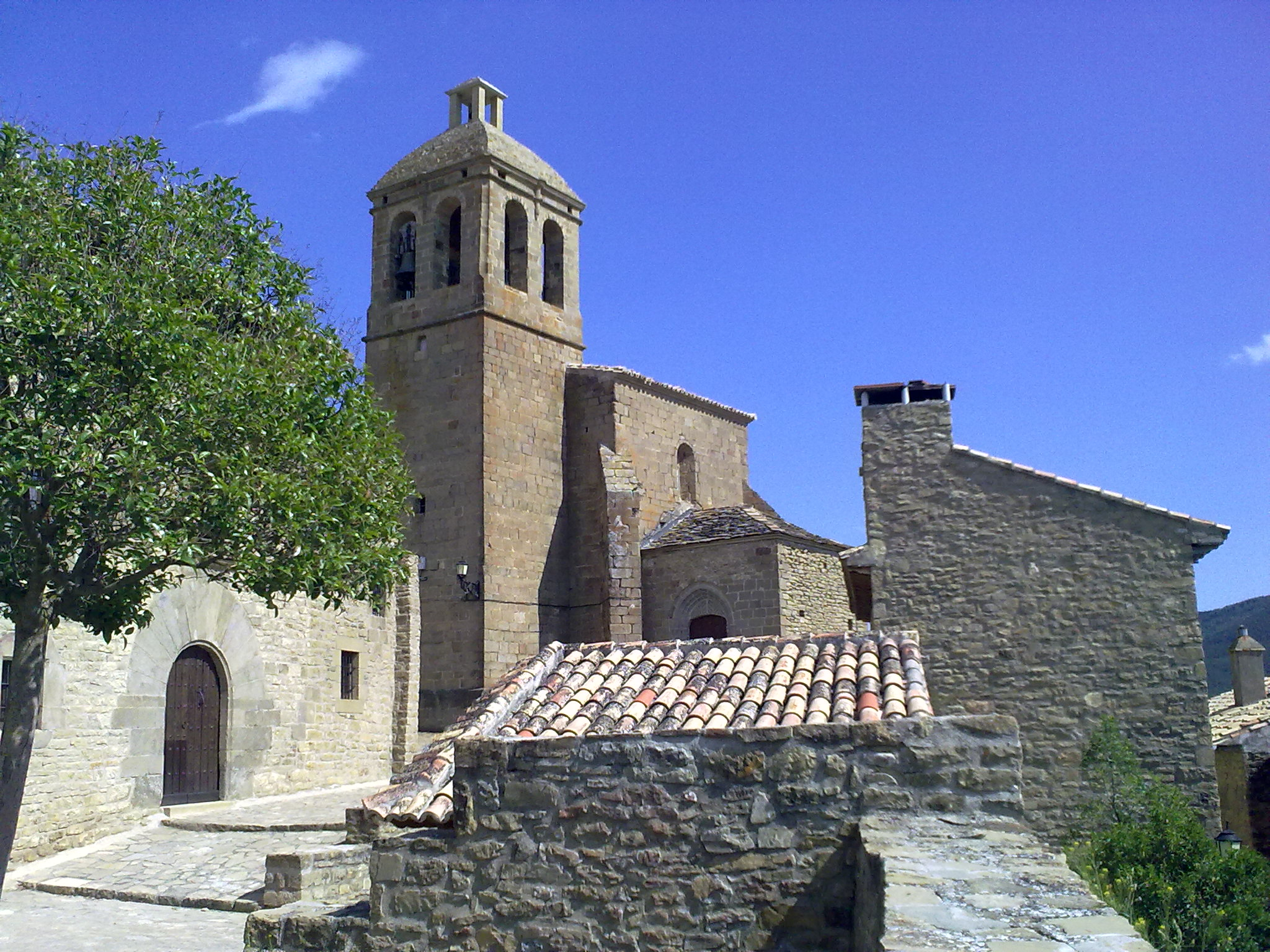
Церква
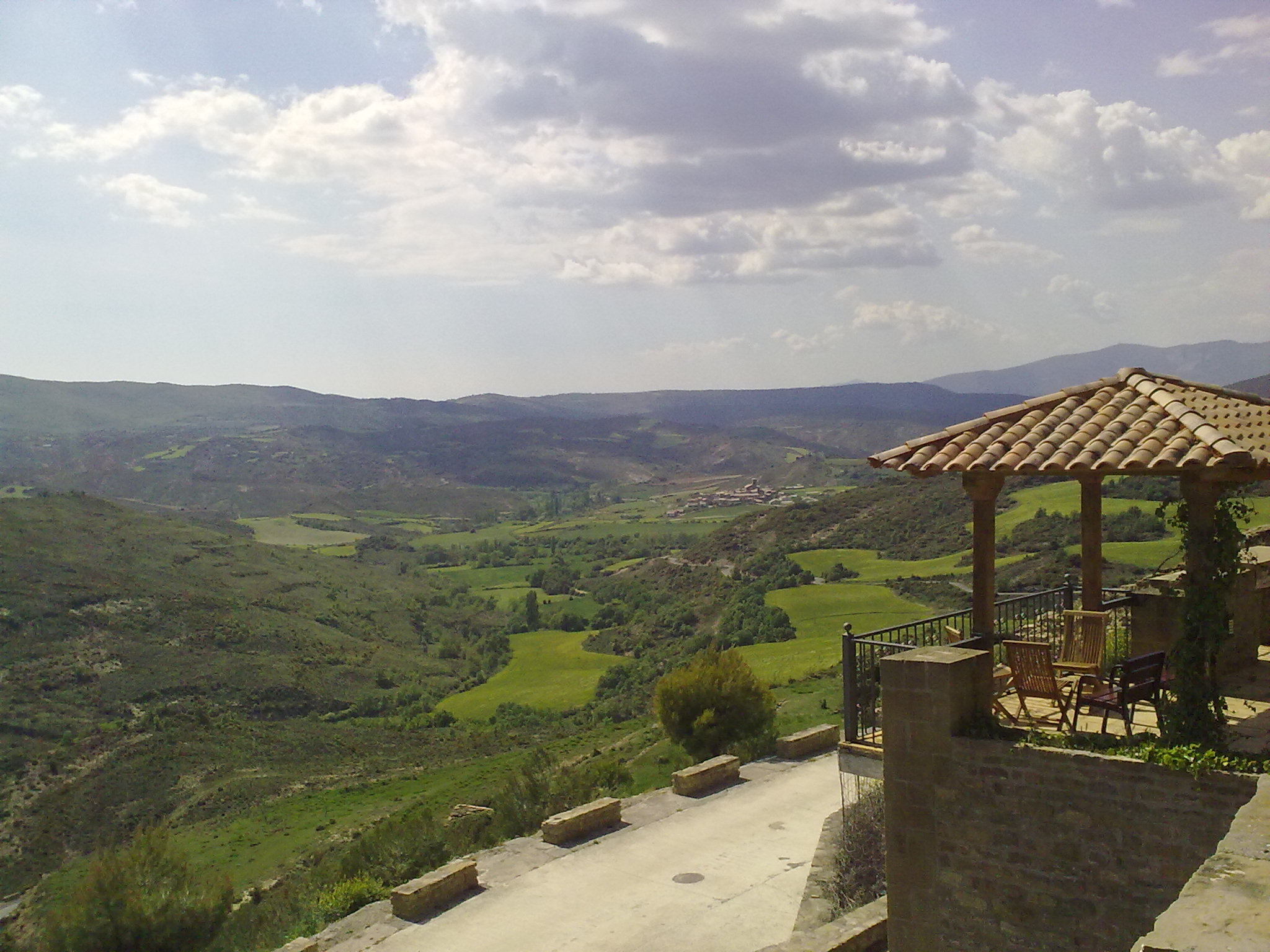
Пейзаж з ратуші